# 食品技术
食品技术，是食品生产、运输、保鲜、包装等一系列技术的总称。运用食品技术，可以提高食物产量，增进食物质量和口感，延长其保存时间。